# 国分新七郎
国分 新七郎（こくぶん しんしちろう、1894年（明治27年）11月9日 - 1984年（昭和59年）6月1日）は、大日本帝国陸軍軍人。最終階級は陸軍中将。

## 経歴
1894年（明治27年）に三重県で生まれた。陸軍士官学校第28期、陸軍大学校第35期卒業。1936年（昭和11年）12月に関東軍参謀に就任し、1937年（昭和12年）3月1日に陸軍歩兵大佐に進級、11月1日に第5師団参謀（北支那方面軍）に転じ、日中戦争に出動。チャハルから平型関を抜き、忻口鎮の激戦を戦い、太原を攻略。台児荘の戦いにも出動したが苦戦を強いられた。1938年（昭和13年）6月に陸軍省高級副官に転じ、1939年（昭和14年）8月に歩兵第46連隊長を経て、1940年（昭和15年）8月に陸軍士官学校生徒隊長に就任した。
1941年（昭和16年）8月25日に陸軍少将に進級し、9月11日に陸軍士官学校教授部長に就任した。1942年（昭和17年）6月に第1独立守備隊長（関東防衛軍）に転じ、1943年（昭和18年）6月に第16軍参謀長（第7方面軍）となり、ジャワ島に出征。1944年（昭和19年）10月26日に陸軍中将に進級し、11月14日に第46師団長（第2方面軍・第19軍）に親補され、豪北方面に出動。その後、第7方面軍隷下に編入され、クルアンで終戦を迎えた。
1947年（昭和22年）11月28日、公職追放仮指定を受けた。